# Balatonalmádi
Balatonalmádi (hongrois : Balatonalmádi [ˈbɒlɒtonɒlmaːdi]) est une localité hongroise située dans le comitat de Veszprém, au bord du lac Balaton.

## Site et localisation

### Topographie et hydrographie
La ville est située à l'extrémité nord-est du lac Balaton, dans une position ouverte sur le plan d'eau, mais protégée au nord et à l'ouest par des collines qui lui offrent un microclimat plus calme, à l'abri des vents dominants.

### Géologie et géomorphologie
Les collines environnantes sont riches en grès rouge violacé ou brun-rouge, formé à l'ère permienne. Ce matériau, typique de la région, a été largement utilisé dans la construction des maisons locales. Bien que son extraction ait cessé, son nom se retrouve dans la toponymie. L'exploitation plus intensive du site a été abandonnée en raison de la faible rentabilité du gisement de bauxite.

## Histoire
La région de Balatonalmádi est habitée depuis la Préhistoire, comme en témoignent les découvertes archéologiques faites à Vörösberény et Öreghegy : des structures néolithiques vieilles de 8 000 ans, des céramiques du Néolithique récent, des haches en serpentine, des vestiges de la période du cuivre, des objets de l'âge du bronze, ainsi que des canalisations romaines transportant l'eau de sources vers des villas rustiques.
Les localités d'Almádi et de Vörösberény sont mentionnées pour la première fois en 1082 et 1109. À l'époque de la conquête hongroise, le territoire appartenait à la tribu princière. L'économie locale s'est longtemps appuyée sur la viticulture, favorisée par les sols argileux dérivés du grès rouge permien. Ces vignobles, propriété du chapitre cathédral de Veszprém, apparaissent dans une charte latine de 1493. Almádi fonctionnait comme une communauté viticole jusqu'en 1848, avant d'être rattachée à Szentkirályszabadja par l'administration impériale. Elle retrouva une autonomie partielle en 1869, puis totale en matière fiscale en 1877. Les vignes furent en grande partie détruites à la fin du XIXe siècle par la crise du phylloxéra, favorisant la transformation des bâtiments viticoles en résidences secondaires.

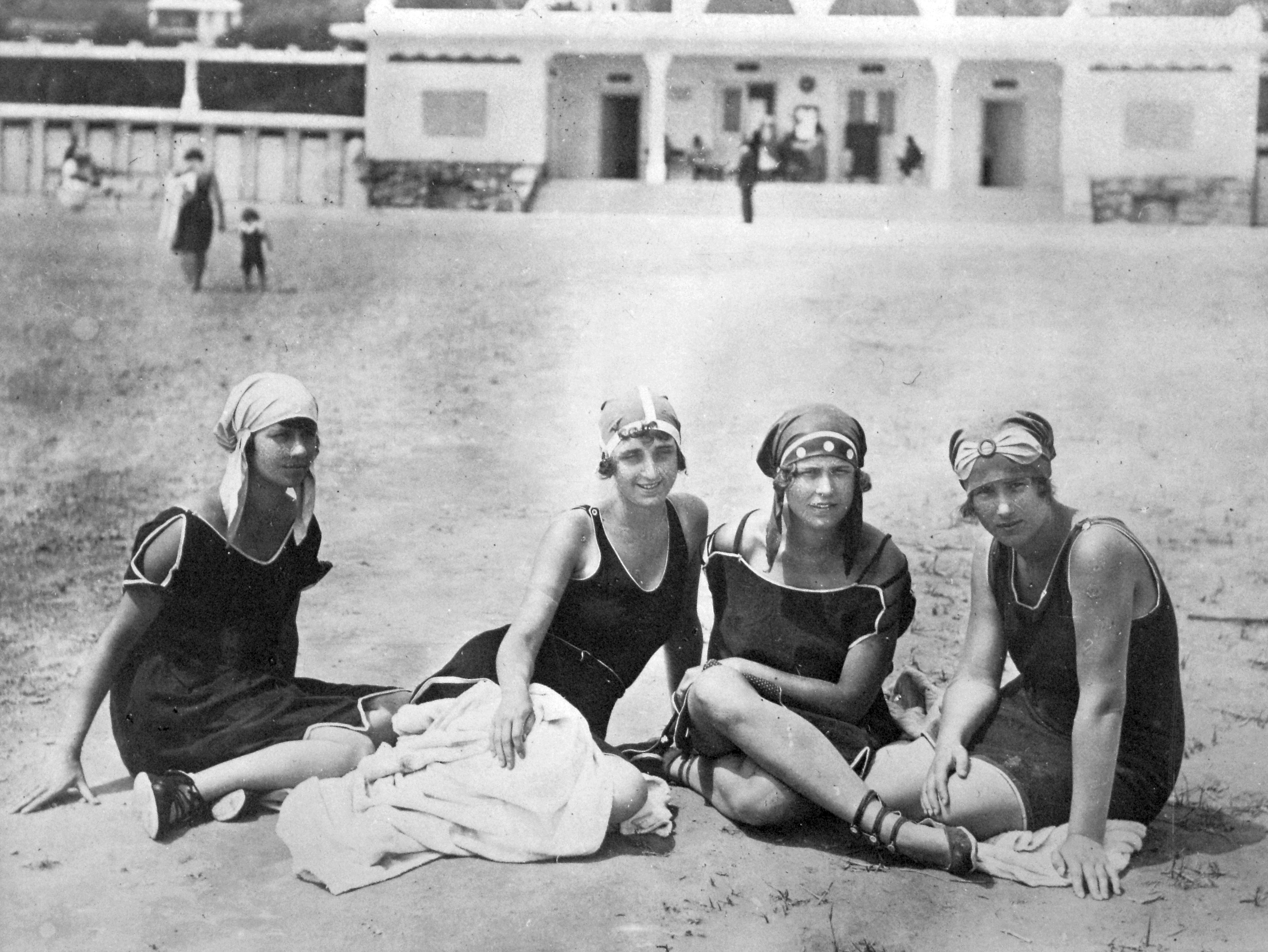
La plage de Balatonalmádi en 1920.

La saison balnéaire officielle débuta en 1874. L'essor de la villégiature fut soutenu par deux sociétés anonymes : l'Almádi Fürdő Rt. (1883–1918), puis la Balatonalmádi Fürdő és Építő Rt. (1918–1939). Celles-ci développèrent les infrastructures touristiques, avec notamment la construction d'un complexe de cabines de bain dès les années 1880, remplacé en 1926 par un vaste « bain de sable » comptant plus de 500 cabines, le plus grand de la rive nord. Une nouvelle plage fut construite en 1944 : le Wesselényi strand.
En 1899, un établissement de cures naturelles de type Kneipp y ouvrit ses portes, adoptant des méthodes de traitement modernes (hydrothérapie, diététique) et renforçant le statut d'Almádi en tant que station thermale.
La création de la ligne ferroviaire Győr–Veszprém–Alsóörs et sa connexion avec la ligne Tapolca–Szabadbattyán en 1909 favorisèrent une croissance rapide. Le port avait été aménagé dès 1889. Almádi obtint le statut de grande commune en 1909 et adopta le nom officiel de Balatonalmádi en 1901.
L'activité sportive y était intense dès les années 1880 : concours de tir, tournois de tennis (dès 1896), compétitions de natation et d'athlétisme. À partir des années 1930, la ville accueillit des épreuves internationales dans le cadre des « Semaines sportives ». Le club de voile local fut fondé en 1913, et son club-house inauguré en 1925.
L'urbanisation de Káptalanfüred, quartier occidental à vocation touristique, débuta dans les années 1930, avec la division en parcelles d'un domaine forestier appartenant au chapitre de Veszprém. Ce quartier dispose d'un patrimoine naturel et géologique protégé. Un arrêt ferroviaire y fut construit en 1935 ; son développement fut freiné par la fermeture de la ligne vers Veszprém en 1969.
Vörösberény, mentionné dans la première charte grecque contenant des toponymes hongrois (attribuant le domaine à des religieuses byzantines sous le règne de saint Étienne), conserve le plus ancien édifice de la ville : une église réformée fortifiée des XIe–XIIe siècles, de style roman-gothique. Elle figure dans les armoiries de la ville. Une église catholique baroque dédiée à saint Ignace, construite en 1779, se dresse à proximité, ainsi qu'un ancien monastère jésuite.
Balatonalmádi a connu un essor important dans la seconde moitié du XXe siècle grâce au développement des services, des écoles secondaires, du logement permanent et des infrastructures culturelles, comme le lycée bilingue, pionnier en Hongrie. La ville est aujourd'hui une destination balnéaire prisée, formée par la réunion de quatre entités : Almádi, Vörösberény, Káptalanfüred et Budatava.

## Population

### Tendances démographiques
Station balnéaire très fréquentée de la rive nord, Balatonalmádi bénéficie de la proximité de Veszprém, chef-lieu du comitat, ce qui contribue à son dynamisme économique et démographique. La population a fortement augmenté ces dernières années, dépassant les 10 000 habitants en 2021. En été, la ville offre une multitude de programmes culturels et de loisirs aux visiteurs.

### Minorités culturelles et religieuses
Selon le recensement de 2011, la population de Balatonalmádi se composait à 88,1 % de personnes se déclarant de nationalité hongroise, 3,0 % d'origine allemande, 0,2 % rom, 0,2 % roumaine et 0,2 % polonaise. Le taux de non-réponse à la question sur l'appartenance ethnique était de 11,5 %.
La répartition religieuse en 2011 indiquait une majorité de catholiques romains (41 %), suivis par les réformés (10,9 %), les évangéliques luthériens (2,4 %) et les catholiques grecs (0,3 %). 16,5 % de la population se déclarait sans affiliation religieuse, tandis que 26,8 % ne se prononçaient pas.
Au recensement de 2022, 87,9 % des habitants s'identifiaient comme hongrois, 2,8 % comme allemands, 1,4 % comme roms, et de plus petites proportions comme polonais, croates, roumains, grecs, arméniens, bulgares ou slovaques. La part de non-répondants atteignait 11,8 %. En raison des identités multiples, les totaux peuvent dépasser 100 %.
Du point de vue religieux, 29,5 % des habitants déclaraient appartenir à l'Église catholique romaine, 8,5 % à l'Église réformée, 1,9 % à l'Église évangélique luthérienne, 0,5 % à l'Église grecque-catholique et 0,1 % à l'Église orthodoxe. Les affiliations à d'autres confessions chrétiennes représentaient 1,7 % supplémentaires, tandis que 13,9 % des habitants se déclaraient sans religion. Le taux de non-réponse à cette question s'élevait à 42,9 %.

## Équipements

### Éducation
Balatonalmádi dispose d'un réseau éducatif structuré comprenant des établissements d'enseignement préscolaire, primaire et secondaire, ainsi que des institutions spécialisées.
L'enseignement préscolaire est assuré notamment par l'école maternelle et crèche Almádi Magocskák, ainsi que par l'école maternelle réformée Nádas. L'enseignement primaire est dispensé par l'école élémentaire de Vörösberény et l'école élémentaire Dénes Györgyi.
La ville accueille également un établissement artistique d'enseignement spécialisé, l'école de musique élémentaire György Kósa, ainsi qu'un lycée bilingue hongrois-anglais, considéré comme l'un des premiers du genre en Hongrie.
Un centre local du Service pédagogique du comitat de Veszprém est implanté à Balatonalmádi. Il propose des services d'accompagnement éducatif, psychopédagogique et de soutien aux élèves à besoins particuliers.

### Vie culturelle

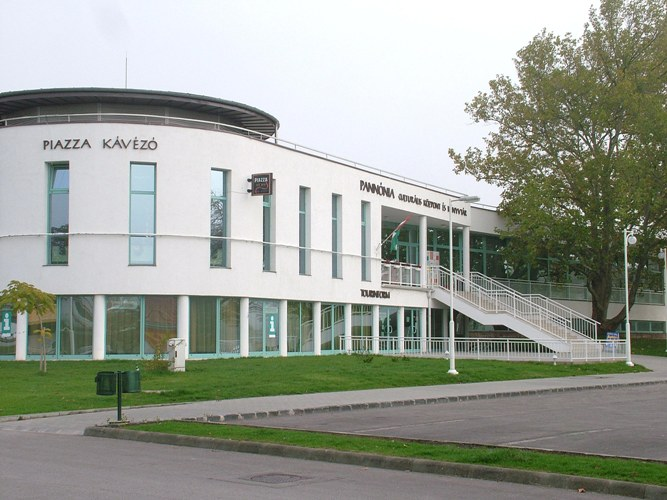
Le Centre culturel Pannónia.

Balatonalmádi accueille plusieurs espaces culturels et équipements touristiques notables. Inauguré en 2013, le Parc de sculptures de l'Europe (Kézfogás – Európa szoborpark) présente plus de cinquante œuvres monumentales réalisées en partie par des artistes étrangers. Le Centre culturel Pannónia, qui fait également office de bibliothèque municipale, organise des manifestations culturelles pour tous les publics. Ses origines remontent à la création d'un cercle de lecture au tournant des XIXe et XXe siècles ; il fonctionne dans ses locaux actuels depuis 2003.
Balatonalmádi est par ailleurs connue pour son festival du vin, organisé chaque année, et pour ses initiatives artistiques dans l'espace public, comme le projet VasútArtjáró, qui associe art contemporain et patrimoine ferroviaire.

### Santé et sécurité

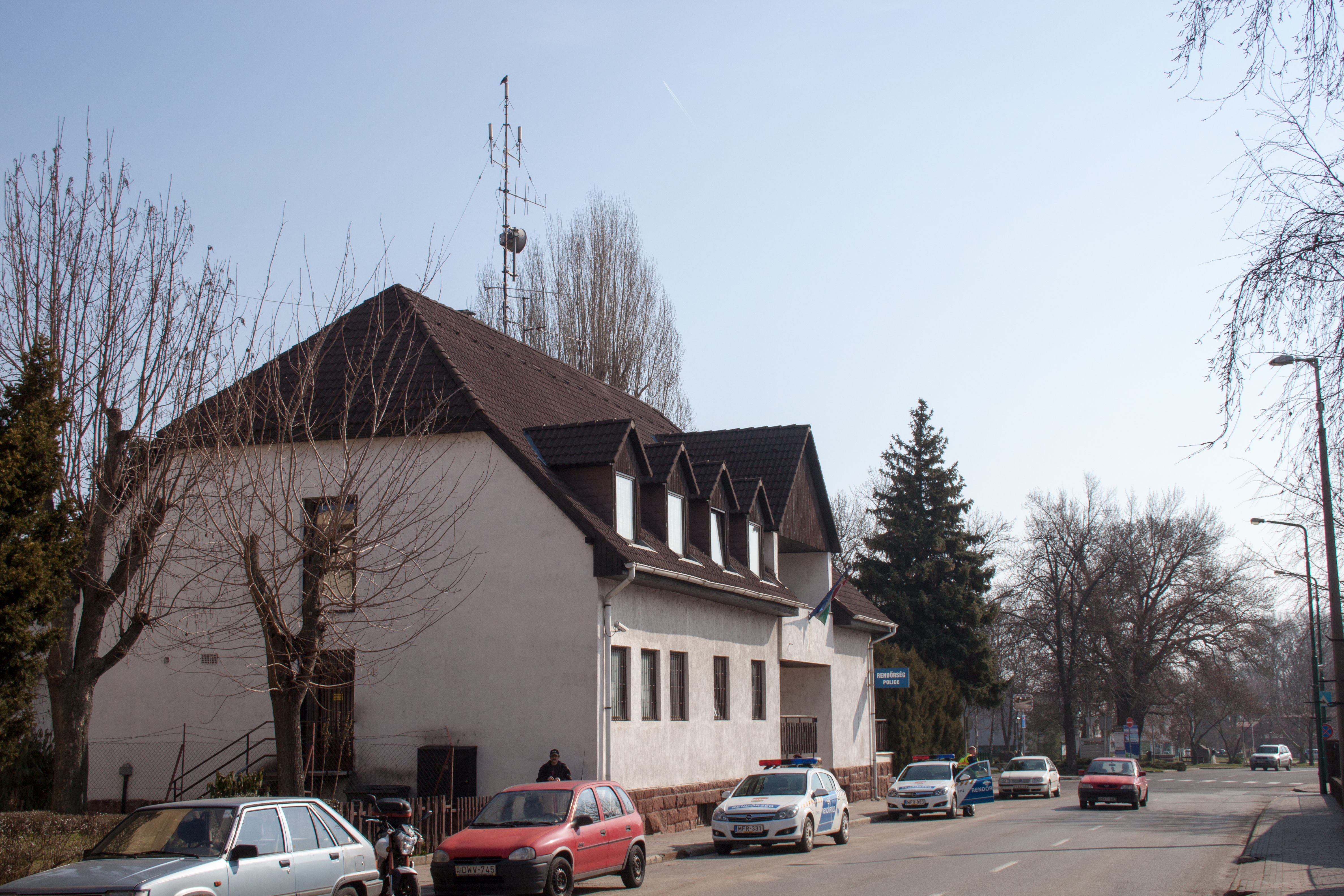
Le commissariat de police local.

Balatonalmádi dispose d'un centre de soins de proximité assurant des consultations spécialisées en ambulatoire. Ce service est rattaché au système de santé publique du comitat de Veszprém, et permet l'accès à des examens spécialisés sur rendez-vous.
La ville est également dotée de plusieurs officines pharmaceutiques réparties sur son territoire. Ces pharmacies contribuent à la couverture sanitaire locale et répondent aux besoins de la population résidente comme saisonnière.
Dans le contexte d'une fréquentation estivale importante, les infrastructures de santé doivent répondre à une demande accrue, ce qui peut entraîner un allongement des délais pour la prise de rendez-vous. Ce phénomène, observé dans l'ensemble des localités touristiques de la région du Balaton, fait l'objet d'un suivi particulier par les autorités sanitaires régionales.
Balatonalmádi dispose d'un commissariat de police local relevant de la Direction générale de la police du comitat de Veszprém. Il exerce ses compétences territoriales sur la ville ainsi que sur plusieurs communes environnantes, dont Felsőörs. L'organisation du service repose à la fois sur une direction centrale et un réseau d'agents de proximité.
La sécurité publique est renforcée par la présence d'une association locale de volontaires civils, intégrée au réseau national des polgárőr (citoyens surveillants), chargée d'activités de surveillance et de prévention, en coordination avec les autorités locales.
À l'échelle régionale, Balatonalmádi participe aux dispositifs de sécurité coordonnés autour du lac Balaton, notamment à travers le Comité de coordination pour la sécurité publique du Balaton, mis en place pour répondre aux enjeux spécifiques de la saison touristique estivale.

### Réseaux extra-urbains

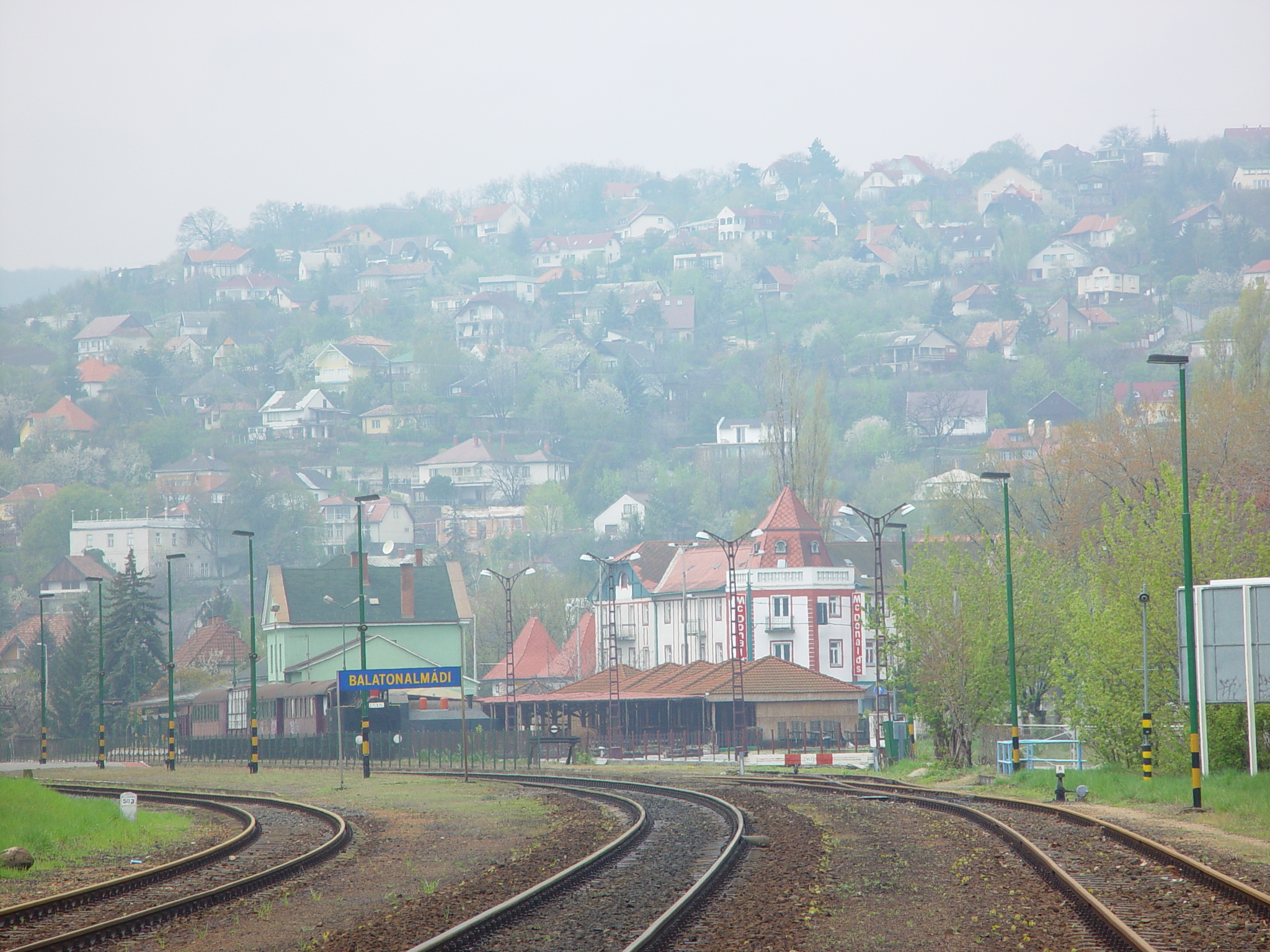
En gare de Balatonalmádi.

La principale voie d'accès à la ville est la route nationale 71, qui traverse Balatonalmádi sur plusieurs kilomètres. Plusieurs routes secondaires s'y rattachent : la route 72803, en direction du quartier de Vörösberény ; la route 7217, qui relie la ville à Veszprém et à Szentkirályszabadja ; la route 7218, qui rejoint Felsőörs.
Balatonalmádi est également desservie par la ligne de chemin de fer Börgönd–Szabadbattyán–Tapolca. Deux points d'arrêt se trouvent sur le territoire communal : la gare principale de Balatonalmádi, où s'arrêtent de nombreux trains rapides, et le point d'arrêt plus modeste de Káptalanfüred.
Jusqu'à sa fermeture en 1969, la ville était également traversée par la ligne Alsóörs–Veszprém, qui desservait trois arrêts sur le territoire de Balatonalmádi (Káptalanfüred, Öreg-hegy et Remete-völgy). Aujourd'hui, seuls subsistent un imposant pont ferroviaire en pierre et une locomotive à vapeur exposée comme monument commémoratif.

## Organisation administrative
Outre le centre-ville, plusieurs quartiers plus périphériques composent la commune :
- Vörösberény, au nord du centre, rattaché depuis 1971 ;
- Budatava, à l'est ;
- Káptalanfüred, au sud-ouest, en bord de lac ;
- et des zones à vocation principalement résidentielle ou touristique, comme Újhegy (au nord), Vöröshegy (au nord-ouest), Öreghegy et Óváritelep (entre le centre et Káptalanfüred, en retrait du rivage).

## Patrimoine local
Balatonalmádi conserve un riche patrimoine religieux et architectural, témoin de son histoire pluriséculaire et de son développement balnéaire.

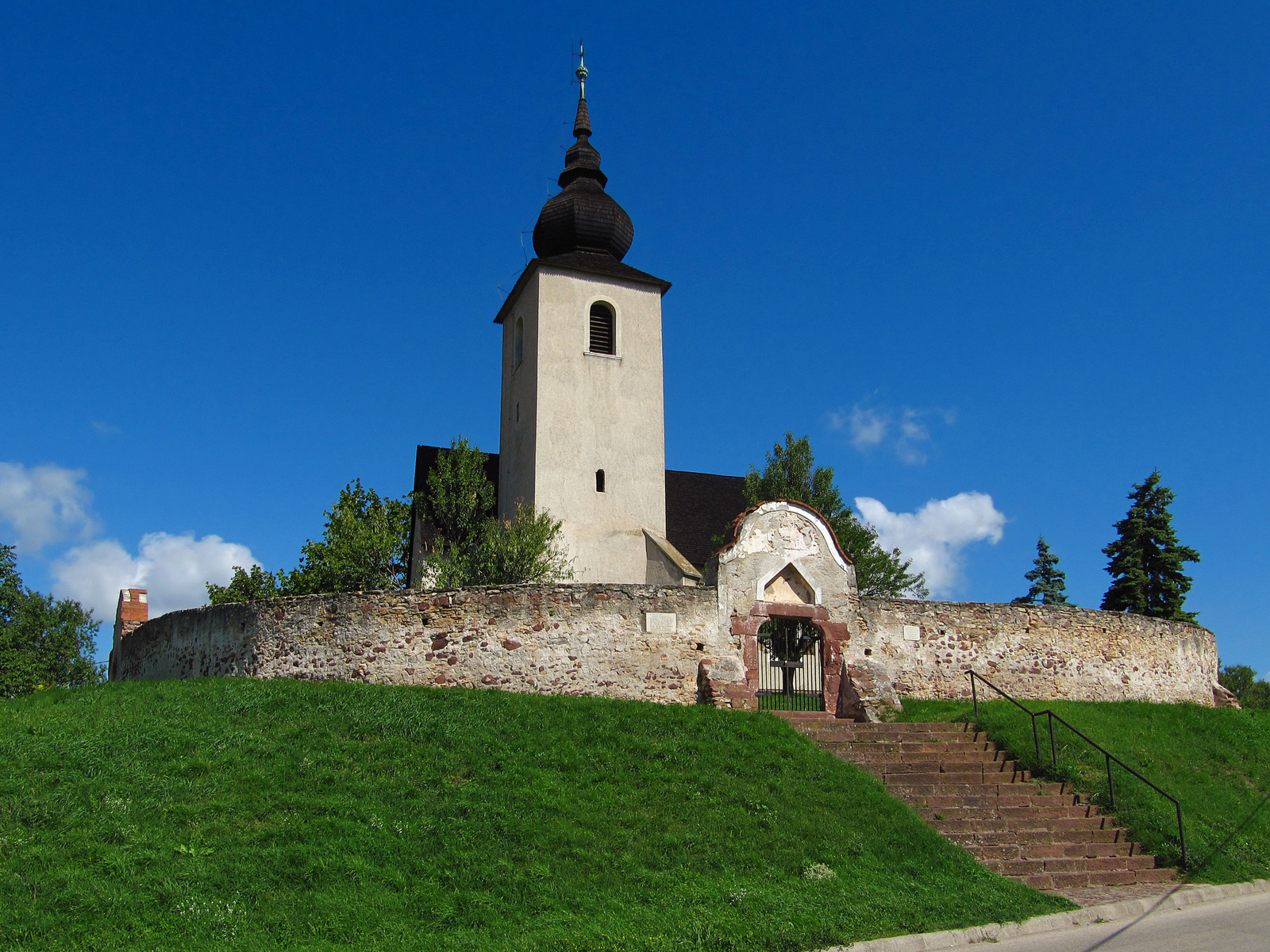
L'église réformée fortifiée de Vörösberény.

L'un des édifices les plus remarquables est l'église réformée fortifiée de Vörösberény, construite sur des fondations romanes aux XIIe–XIIIe siècles, et remaniée aux époques gothique et baroque. Initialement érigée avant l'invasion mongole, elle fut agrandie au XIIIe siècle et dotée d'une tour gothique au XVe siècle. Son enceinte fortifiée fut transformée au XVIIIe siècle en mur de défense percé de meurtrières. L'édifice, partagé au fil des siècles entre catholiques et protestants, présente aujourd'hui un intérieur baroque sous voûtes, contrastant avec l'austérité de son enveloppe médiévale.
Toujours à Vörösberény, l'église catholique Saint-Ignace, construite en 1779 dans un style baroque classique, se distingue par ses fresques, ses autels et sa chaire, considérés comme d'importantes œuvres artistiques. Elle jouxte un ancien couvent jésuite du XVIIIe siècle, aujourd'hui reconverti en établissement hôtelier.
Dans le centre-ville d'Almádi se trouve l'église catholique Saint-Émeric, construite en 1930 d'après les plans de l'architecte István Medgyaszay. Elle s'inspire de l'architecture vernaculaire transylvaine et utilise abondamment le grès rouge local. À ses côtés s'élève la chapelle de la Sainte-Dextre, transférée du château de Buda en 1956. Elle abrite un fragment de la Sainte Dextre, ainsi que des reliques de saint Émeric et de la bienheureuse Gisèle. L'ensemble constitue un lieu de culte unique en Hongrie par la réunion des reliques de la « Sainte Famille hongroise ».
Parmi les autres lieux de culte, on compte une église évangélique, la chapelle Sainte-Marguerite, ainsi qu'une chapelle de plein air située à Káptalanfüred.
La ville possède aussi un belvédère, un port de plaisance, une grande roue (Balaton Eye), un cinéma de plein air à Káptalanfüred, plusieurs fontaines (dont celle dite des Berények), une locomotive à vapeur exposée, un pont dit des Soupirs (Sóhajok hídja), ainsi qu'une flamme éternelle.

## Tissu associatif
Balatonalmádi se distingue par une vie associative particulièrement dynamique, qui reflète la diversité des intérêts locaux. Le tissu associatif couvre un large éventail de domaines, allant des activités culturelles et sportives à l'engagement social, environnemental et patrimonial.
Des associations œuvrent dans l'organisation d'événements artistiques, la promotion de la musique, la sauvegarde du patrimoine local, l'animation culturelle intergénérationnelle, ainsi que la valorisation des traditions régionales. D'autres structures se consacrent à la pratique du sport amateur, aux loisirs de plein air, à l'éducation populaire ou au soutien aux publics vulnérables.
Ce réseau dense d'organisations contribue activement à la cohésion sociale, à l'animation de la vie locale et à la structuration de l'identité communale, en particulier durant la saison estivale, où l'offre associative s'articule avec le tourisme culturel et familial.

## Vie sportive
Balatonalmádi dispose d'un paysage associatif sportif particulièrement dense, couvrant un large éventail de disciplines. Les activités sont portées par des clubs municipaux et des fondations implantés dans les différents quartiers de la ville.
L'Union sportive de Balatonalmádi constitue l'une des structures principales, accueillant notamment la fondation pour l'école de football, qui joue un rôle central dans la formation des jeunes footballeurs. Plusieurs disciplines individuelles sont également représentées, avec notamment le club de karaté et de tennis de table MTTSZ, le club de taekwon-do Mongúzok, le club de karaté Shotokan Nippon-dōjō, ainsi qu'un club de tennis actif depuis de nombreuses années.
La pratique des sports de précision est illustrée par l'Almádi Darts Club, tandis que la section d'échecs de Vörösberény (reliée au club de loisirs local) organise des tournois et activités pour tous les âges.
La ville compte également des clubs orientés vers les loisirs et la nature, comme l'association de randonnée des chercheurs de bauxite, le club de pêcheurs sportifs, ou encore le club équestre de Vörösberény.
Enfin, plusieurs clubs sont liés aux établissements scolaires, notamment au lycée bilingue hongrois-anglais, qui dispose d'une structure interne dédiée à l'organisation d'activités sportives pour ses élèves.

## Cultes
Balatonalmádi accueille plusieurs communautés chrétiennes historiquement implantées, notamment catholique, réformée et évangélique. Des lieux de culte sont présents dans différents quartiers de la ville, dont plusieurs édifices classés au patrimoine local.
La ville compte également une assemblée locale de l'Assemblée de la Foi (Hit Gyülekezete), mouvement évangélique néo-charismatique présent à l'échelle nationale.

## Jumelages
| Ville | Ville                      | Pays | Pays      |
| ----- | -------------------------- | ---- | --------- |
|       | Băile Tușnad               |      | Roumanie  |
|       | Eggenfelden                |      | Allemagne |
|       | Kalajoki                   |      | Finlande  |
|       | Nitrianske Hrnčiarovce     |      | Slovaquie |
|       | San Michele al Tagliamento |      | Italie    |
|       | Serock                     |      | Pologne   |

## Personnalités liées à la localité
Plusieurs personnalités scientifiques, artistiques et politiques sont associées à Balatonalmádi, par leur lieu de naissance, de résidence ou leur activité locale.
Parmi elles figurent le biologiste et éthologue Vilmos Csányi, le haut fonctionnaire Ferenc Óvári, fondateur de l'Union du Balaton et considéré comme l'un des bâtisseurs de la ville moderne, ainsi que l'écrivain Mihály Sarusi, le peintre Lajos Veszeli, le graphiste László Fábián, l'acteur Gyula Szombathy, l'homme politique Pál Fiáth, et le linguiste et religieux Sándor Czuczor.
Elza Brandeisz (1907-2018), danseuse hongroise, Juste parmi les nations, y cacha des Juifs, dont George Soros et sa mère, dans sa résidence secondaire.